# Melodías de América
Melodías de América es una película de Argentina en blanco y negro dirigida por Eduardo Morera según el guion de Francisco Chiarello, Ariel Cortazzo y Conrado De Koller que se estrenó el 21 de enero de 1942 y que tuvo como protagonistas a José Mojica, Silvana Roth y Pedro Quartucci. Se filmaron exteriores en Río de Janeiro. Como operador de cámara estuvo el futuro director de fotografía y director de cine, Aníbal Di Salvo.

## Sinopsis
En Río de Janeiro una joven porteña y un cantor mexicano se enamoran.

## Reparto
- José Mojica ... José Montero
- Silvana Roth ... Susana Delorme
- June Marlowe ... Miss June Jackson
- José Ramírez ... Saturnino
- Armando Bó ... Alberto
- Carmen Brown
- Pedro Quartucci ... Pedrito Córdoba
- María Santos ... Mercedes "Mechita"
- Bola de Nieve (Ignacio Villa)
- Ana María González
- Nelly Omar .. Como ella misma
- Juan Carlos Altavista ... Polito, niño cadete.
- Rafael Carret

## Comentarios
Calki la calificó de espectáculo liviano y grato dentro de su género y que este filme es una revista musical para exportación con un astro mexicano.